# Pandeli Evangjeli
Pandeli Evangjeli (Korçë, Albania, 6 de enero de 1859 – Korçë, Albania, 14 de septiembre de 1949) fue un político albanés, 7º Primer ministro de Albania, cargo que desempeñó dos veces. Fue el primer cristiano ortodoxo en ser jefe de Estado de La Albania Moderna.
Nacido en Korçë en 1859, pasó gran parte de su juventud en la colonia albanesa en Budapest. Fue presidente de la sociedad "Dituria" ("Conocimiento") en 1897, y contribuyó en el establecimiento de un "Comité local para el Liberación de Albania", siendo uno de los tantos movimientos independentistas de entonces. Evangjeli se convirtió en prefecto de su ciudad nativa en 1914, después de volver de Rumanía.
Formando parte del gobierno de Sulejman Delvina, al poco fue designado miembro de la delegación albanesa en la Conferencia de Paz del París en 1920. Posteriormente fue elegido miembro del parlamento, y por un breve período, Primer ministro entre el 16 de octubre de 1921 y el 5 de diciembre de 1921. Entre 1922 y 1924 fue Ministro de Asuntos Exteriores. Durante el gobierno de Fan Noli, partió al exilio a Rumanía, tras la Revolución de junio, regresando en 1925 cuándo fue elegido Presidente del Senado. Como representante de Korça, encabezó la sesión en la que proclamaba a Albania como una Monarquía Constitucional, y Ahmet Zogu como rey de Albania. Siendo un fuerte partidario de Zog I, dirigió tres gabinetes como Primer ministro entre 1930 y 1935. Fue sucedido por Mehdi Frashëri después de que los críticos lo recibieron por "fracasar en mantener la paz y el orden" durante la revuelta de Fier de 1935. Ejerció como Presidente del Parlamento hasta la invasión italiana de 1939.
A pesar de que fue considerado un pro-italiano, y su nombre apareció en la lista de Asamblea de 1943, no tuvo un rol activo durante la Segunda Guerra undial. Por ello, el posterior régimen comunista no ordenó su captura, ni procesamiento. Evangjeli falleció en Korçë en 1949.